# 白令白鮭
白令白鮭，為輻鰭魚綱鮭形目鮭科的一種，属于冷水性鱼类。

## 分布
本魚分布於美國阿拉斯加州、加拿大及俄羅斯勘察加半島。

## 特徵
本魚體延長，側扁。眼較大，上側位，眼前緣無脂眼瞼。眼間隔寬而圓突。口小，端位，上下頜等長。上下頜、犁骨、顎骨和舌上均無牙。體被圓鱗。背部的相當高而成鐮刀狀；腹鰭有腋窩的羽翼突起。背部通常為褐色到深綠色；體下側和腹部為銀色；臀鰭、腹鰭與胸鰭灰白色；尾部與背鰭暗色。背鰭鰭條11至13枚、臀鰭軟條12至14枚，體長可達36公分。

## 生態
本魚為洄游性魚類，主要棲息於河口或海灣半鹹水區域，屬肉食性，以無脊椎動物和魚類為食，繁殖期時，溯至河川產卵，期間不進食。

## 經濟利用
為食用性魚類。